# Proces Kimberley

Proces Kimberley - sygnatariusze

Proces Kimberley, znany powszechnie jako KPCS (Kimberley Process Certification Scheme) to proces certyfikacji wprowadzony poprzez rezolucję 55/56 Organizacji Narodów Zjednoczonych, która została uchwalona w celu potwierdzenia pochodzenia nieoszlifowanych, surowych diamentów ze źródeł, które są wolne od konfliktów militarnych (podsycanych przez ich wydobycie). Celem rezolucji było przerwanie związku pomiędzy nielegalnymi transakcjami surowcem diamentowym a konfliktami zbrojnymi. Celem ustanowienia bardziej przejrzystego systemu obrotu ma być zapobieganie sytuacji, w której środki finansowe pochodzące z handlu diamentami byłyby przeznaczone na zakup broni, paliwa lub innych materiałów, przyczyniając się do wspierania ruchów rebelianckich. Inicjatywę państw afrykańskich – producentów diamentów – które rozpoczęły proces konsultacji w powyższej sprawie wśród rządów, przedstawicieli przemysłu i społeczeństwa, nazywa się w uproszczeniu Procesem Kimberley.

## Deklaracja z Interlaken
W dniu 5 listopada 2002 w Interlaken w Szwajcarii 36 krajów oraz Wspólnota Europejska podpisały deklarację, zwaną Deklaracją z Interlaken, zobowiązując się do stosowania międzynarodowego systemu certyfikacji w obrocie nieoszlifowanymi diamentami zgodnie z dokumentem zwanym Kimberley Process Certification Scheme. Wszystkie kraje uczestniczące zgodziły się wprowadzić ten system z dniem 1 stycznia 2003, z wyjątkiem Cypru, Czech, Japonii, Malty, Tajlandii i Ukrainy, które zgłosiły chęć przystąpienia do systemu certyfikacji z końcem roku 2003. Deklaracja należy do tzw. miękkiego prawa.

## Warunki zgodności z KPCS
Wymagania proceduralne
Każdy ładunek surowych diamentów przekraczający granicę międzynarodową powinien być:
1. Transportowany w silnie zabezpieczonym kontenerze
2. Wyposażony w ważny i sygnowany przez rząd certyfikat (Kimberley Process Certificate)
- Każdy certyfikat musi być odpowiednio zabezpieczony na wypadek fałszerstwa, posiadać unikalną numerację oraz opis ładunku.
- Ładunki towaru przeznaczone są do eksportu jedynie pomiędzy krajami-sygnatariuszami KPCS.

Niedopełnienie wyżej wymienionych procedur może prowadzić do usunięcia państwa z listy sygnatariuszy KPCS. W razie jakichkolwiek uwag dotyczących stosowania się do reguł porozumienia przez jakiekolwiek państwo-sygnatariusza deklaracji, muszą być one zgłoszone do Światowej Organizacji Handlu, która ma za zadanie dokonać dochodzenia i rozwiązać problem.

## Skutki
Ocenia się, iż od 2002 liczba państw eksportujących tzw. krwawe diamenty znacznie się zmniejszyła. Według danych podawanych przez uczestników procesu jedynie na Wybrzeżu Kości Słoniowej grupy rebelianckie nadal kontrolują handel tymi kamieniami. Dużym problemem jest jednak przemyt, który wzrósł w ostatnich latach. Istnieje duże zróżnicowanie w taryfach eksportowych. Jeżeli więc przemytnikowi uda się nielegalnie przenieść kamień z kraju o wysokich cłach do państwa o niskich taryfach, to, przedstawiając tam całą niezbędną dokumentację, może zaoszczędzić olbrzymie kwoty na opłatach przewozowych.